# Portes du Soleil
Portes du Soleil (Nederlands: poorten van de zon) is een groot en bekend wintersportgebied in Frankrijk en Zwitserland, bestaande uit dertien skigebieden tussen Mont Blanc en het Meer van Genève.
Met een lengte van 650 kilometer aan pistes en een oppervlakte van ongeveer 1036 vierkante kilometer is het een van de grootste wintersportgebieden ter wereld, samen met Les 3 Vallées. Het hoogste punt, Pointe de Mossettes, ligt op 2260 meter.
De naam Portes du Soleil verwijst naar de gelijknamige bergpas tussen Morgins en Les Crosets met een hoogte van 1950 meter.
In Les Gets-Portes du Soleil wordt ook jaarlijks een ronde in de wereldbeker Mountainbike gehouden.

## Beschrijving
Het gebied, dat oorspronkelijk gescheiden werd door de landsgrens, werd begin jaren 60 verbonden. Het grootste gedeelte van het resort bevindt zich op Frans grondgebied in het departement Haute-Savoie.
Het gebied kenmerkt zich door zijn breedte; waar Les 3 Vallées met zijn drie valleien behoorlijk compact is, liggen de plaatsen in Portes du Soleil aanzienlijk verder van elkaar verwijderd. Om van de ene uithoek naar de andere te komen dienen soms wel meer dan 10 liften genomen te worden. Het gebied behoudt hierdoor ondanks zijn grootte het karakter van de kleinere wintersportdorpen. Het gebied is daardoor zowel in trek bij families, die de rust van de lokale pistes opzoeken als bij kilometervreters die lange dagtochten maken. Om van de ene skipiste naar de andere te komen, kan men ook gebruikmaken van shuttlebusjes.
Het Franse en het Zwitserse gedeelte hebben bovendien elk hun eigen karakter. Het Franse gedeelte kenmerkt zich door moderne hoogbouw zoals in skistation Avoriaz en veelal zeer moderne liften en goede verbindingen, terwijl het Zwitserse gedeelte met zijn vele ankerliften en laagbouw dorpjes zoals Morgins aanmerkelijk authentieker aandoet.
In de Portes du Soleil vindt men ook de Pas de Chavanette of Mur Suisse. Dit is de steilste piste van Europa.

## Skigebieden

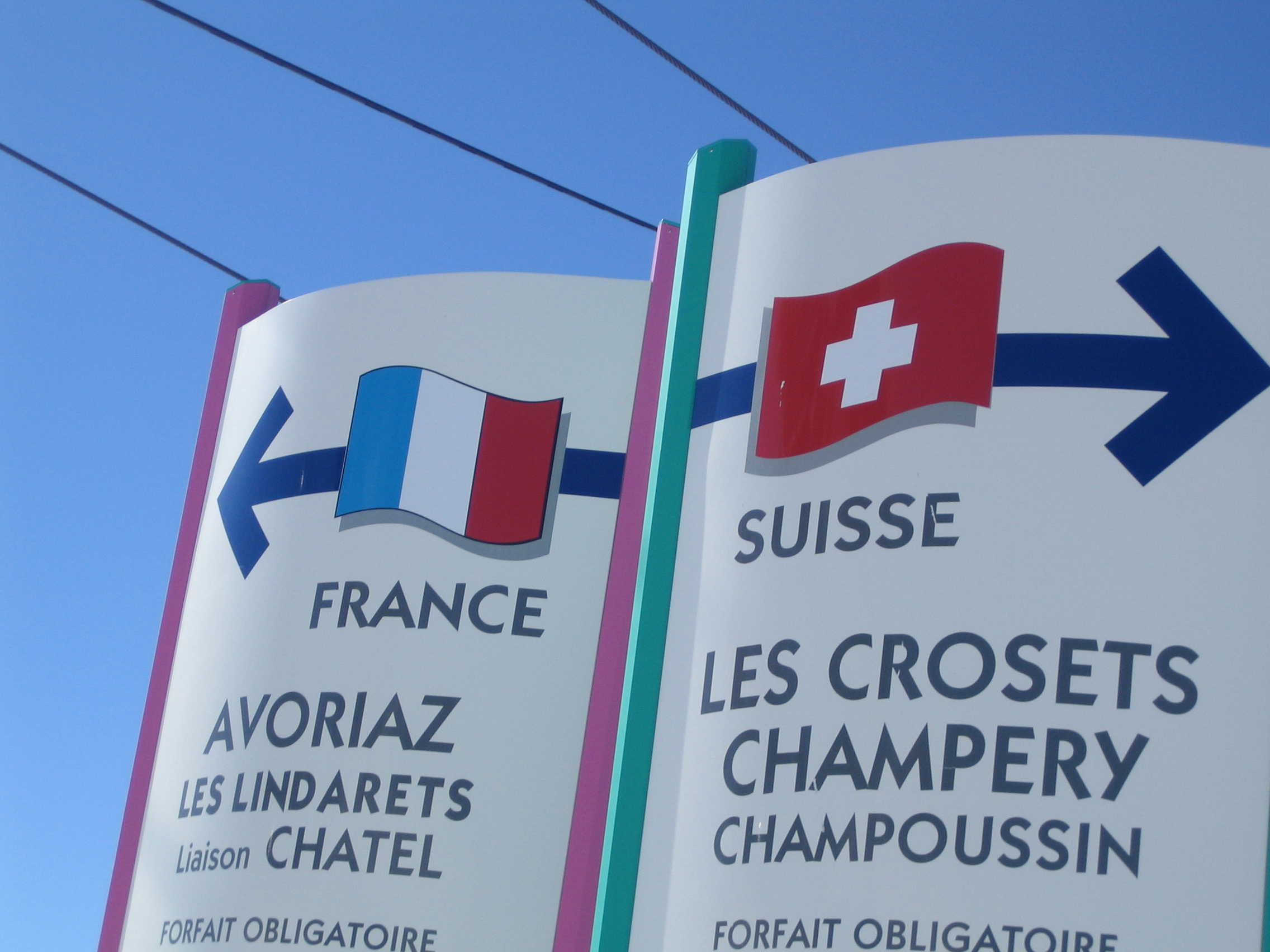
De grensovergang op de skipiste

Van de dertien skigebieden in Portes du Soleil ligger er zeven in Frankrijk en vijf in Zwitserland.
- Avoriaz
- Morzine
- Châtel
- Les Gets
- Morgins
- Les Crosets
- Champéry
- Torgon
- La Chapelle-d'Abondance
- Champoussin
- Saint-Jean-d'Aulps
- Montriond
- Abondance
- Val d'Illiez